# Gesher Benot Ya’aqov
Koordinaten: 33° 0′ N, 35° 38′ O
Der Gescher Bnot Jaʿaqov (hebräisch גֶּשֶׁר בְּנוֹת יַעֲקֹב Gescher Bnōt Jaʿaqov, deutsch ‚Brücke der Töchter Jakobs‘, englisch Gesher Benot Yaʿaqov, Kürzel: GBY) ist ein archäologischer Fundplatz im nördlichen Jordangraben (Israel) am Ufer eines ehemaligen Sees, der ab 1989 unter der Leitung von Naʿama Goren-Inbar erforscht wurde. Die 2007 in Beton neu erbaute namengebende Brücke führt seither 200 Meter weiter nördlich die Nationalstraße  über den Jordan, die Kreuzfahrerburg Chastellet liegt 300 Meter südwestlich. Eine Datierung anhand des Verhältnisses der Isotope 16O und 18O des Sauerstoffs ergab eine Zuordnung zur Sauerstoff-Isotopenstufe 17 (OIS 17), was einem Alter von 780.000 Jahren entspricht; eine paläomagnetische Datierung dieser Fundstätte ergab ein Alter von 790.000 Jahren. Erhalten gebliebene Steinartefakte – zahlreiche Faustkeile aus Basalt – stellen den Fundplatz ins Acheuléen.
Es ist nicht eindeutig belegbar, welche Homininen an diesem Ort lebten, da es keine Knochenfunde gibt; die Datierung verweist jedoch am ehesten auf Homo erectus bzw. Homo ergaster.
Der Fundplatz wurde im Jahre 1999 im Zuge der Vertiefung des Jordans geflutet und damit zerstört.

## Funde
Da der Fundplatz in einem Feuchtgebiet lag, sind organische Substanzen (Holz, Rinde, Früchte und Samen), die von den Bewohnern eingebracht wurden, hervorragend erhalten geblieben; die ältesten sind mehr als 750.000 Jahre alt.
Pflanzenreste
Eine im Jahr 2016 publizierte Studie identifizierte fast 21.000 pflanzliche „Makroreste“ (macrobotanical remains) bis auf die Ebene der Gattung oder sogar der Art. Belegt wurden insgesamt 117 Taxa (78 Arten und weitere 39 Gattungen), darunter mehr als 9000 „Makroreste“ von mindestens 55 Arten, die essbar waren. Aus diesen Funden – dem ältesten bekannten ‚Archiv‘ von Nahrungspflanzen – wurde abgeleitet, dass bereits in dieser Epoche ein umfassendes Wissen über essbare Pflanzen bestand und diese auch als Nahrung genutzt wurden.
Schnittspuren
Einer der ersten bedeutenden Funde war 1989 der Schädel eines Europäischen Waldelefanten (Palaeoloxodon antiquus), in dessen Knochen Schnittspuren erkennbar waren. Sie wurden als Beleg interpretiert, dass die seinerzeit dort lebenden Menschen bereits das Fleisch großer Tiere zerlegt haben. Später wurden zudem Hinweise auf das wiederholte Zerlegen von Damwild gefunden. Entdeckt wurden ferner zahlreiche, unterschiedlich geformte Steinwerkzeuge.
Bearbeitetes Holz
Bereits 1991 war in Gescher Bnot Jaʿaqov ein 25 Zentimeter langes Holzstück geborgen worden, dessen Oberfläche auf einer Seite poliert worden war. Eine Kalium-Argon-Datierung der Fundschicht ergab ein Höchstalter von 750.000 Jahren, biostratigraphische Befunde verwiesen auf ein Mindestalter von 240.000 Jahren. Der Fund gilt als frühester Beleg für die Herstellung eines Brettes.
Feuerstellen
Im Jahr 2004 wurde in der Fachzeitschrift Science berichtet, dass in Gescher Bnot Jaʿaqov an mehreren Stellen 790.000 Jahre alte Reste von verbrannten Samen (Wilde Gerste, Hordeum spontaneum), von verbranntem Holz (Olivenbaum, Olea europaea subsp. oleaster und wilde Weinreben, Vitis sylvestris) sowie von stark erhitzten Steinen entdeckt worden waren. Interpretiert wurden die Funde als Überreste von Feuerstellen. 2008 und 2017 wurde ergänzend berichtet, der Gebrauch von Feuer sei an diesem Ort kein Einzelfall gewesen. Anhand von einstmals erhitzten Steinen habe man nachweisen können, dass dies wiederholt und zu unterschiedlichen Zeiten geschehen sei. Diese Funde gelten als einer der frühsten Hinweise auf kontrollierte Verwendung des Feuers außerhalb Afrikas.
In einer als „Area B / Layer II-6 levels 1–7“ bezeichneten, auf 780.000 Jahre datierten Fundstelle wurden tausende Überreste von zwei Fisch-Arten aus den Gattungen Luciobarbus (Luciobarbus longiceps, ein Endemit aus dem Jordan) und Carasobarbus (Carasobarbus canis) geborgen, wobei den Forschern auffiel, dass es nur relativ wenige Gräten waren und sehr viele Schlundzähne (98 Prozent der Funde). Dies unterschied die Fundstelle von anderen, natürlichen Anhäufungen fossiler Überreste von Fischen, wie sie in Gescher Bnot Jaʿaqov beispielsweise aus der „Area A“ bekannt sind. Die Schlundzähne wurden zudem in unmittelbarer Nähe von zahlreichen kleinen, seinerzeit erhitzten Feuersteinsplittern gefunden. Die Schlundzähne waren jedoch nur geringfügig – nicht über 500 Grad Celsius – erhitzt worden. In der Fachzeitschrift Nature interpretierten die Forscher im Jahr 2022 diese Befunde als Beleg, dass die Karpfenfische nicht in offenem Feuer gegart worden waren, sondern durch Kochen und dass sie am Ort verzehrt wurden. Dies sei „der früheste Beweis für das Kochen durch Homininen“.

## Belege
1. ↑  Naʿama Goren-Inbar et al.: Pleistocene Milestones on the Out-of-Africa Corridor at Gesher Benot Yaʿaqov, Israel. In: Science. Band 289, Nr. 5481, 2000, S. 944–947, doi:10.1126/science.289.5481.944
2. 1 2  Naʿama Goren-Inbar et al.: Evidence of Hominin Control of Fire at Gesher Benot Yaʿaqov, Israel. In: Science. Band 304, Nr. 5671, 2004, S. 725–727, doi:10.1126/science.1095443.
3. ↑  Yoʾel Melamed et al.: The plant component of an Acheulian diet at Gesher Benot Yaʿaqov, Israel. In: PNAS. Band 113, Nr. 51, 2016, S. 14674–14679, doi:10.1073/pnas.1607872113.
 The real Paleo diet. Archaeologists find 780,000-year-old remains of prehistoric man's meal. Auf: haaretz.com vom 5. Dezember 2016.
4. ↑  Hadar Ahituv et al.: Starch-rich plant foods 780,000 y ago: Evidence from Acheulian percussive stone tools. In: PNAS. Band 122, Nr. 3, 2025, e2418661121, doi:10.1073/pnas.2418661121.
5. ↑  Naʿama Goren-Inbar et al.: A butchered elephant skull and associated artifacts from the Acheulian site of Gesher Benot Yaʿaqov, Israel. In: Paléorient. Band 20, Nr. 1, 1994, S. 99–112, doi:10.3406/paleo.1994.4604
6. ↑  Rivka Rabinovich, Sabine Gaudzinski-Windheuser und Naʿama Goren-Inbar: Systematic butchering of fallow deer (Dama) at the early middle Pleistocene Acheulian site of Gesher Benot Yaʿaqov (Israel). In: Journal Of Human Evolution. Band 54, Nr. 1, 2008, S. 134–149, doi:10.1016/j.jhevol.2007.07.007.
7. ↑  Naʿama Goren-Inbar: Culture and cognition in the Acheulian industry: a case study from Gesher Benot Yaʿaqov. In: Philosophical Transactions of the Royal Society B: Biological Sciences. Band 366, Nr. 1567, 2011, 1038–1049, doi:10.1098/rstb.2010.0365.
8. ↑  Shmuʾel Belitzky, Naʿama Goren-Inbar und Ella Werker: A Middle Pleistocene wooden plank with man-made polish. In: Journal of Human Evolution. Band 20, Nr. 4, 1991, S. 349–353, doi:10.1016/0047-2484(91)90015-N.
9. ↑  Mollusc confirms dating of oldest known plank. Auf: newscientist.com vom 20. Juli 1991.
10. ↑  Nira Alperson-Afil: Continual fire-making by Hominins at Gesher Benot Yaʿaqov, Israel. In: Quaternary Science Reviews. Band 27, Nr. 17–18, 2008, S. 1733–1739, doi:10.1016/j.quascirev.2008.06.009. 
Fire out of Africa: A key to the migration of prehistoric man. Auf: eurekalert.org vom 26. Oktober 2008.
Excavation Sites Show Distinct Living Areas Early in Stone Age. Auf: nytimes.com vom 21. Dezember 2009.
11. ↑  Nira Alperson-Afil, Daniel Richter und Naʿama Goren-Inbar: Evaluating the intensity of fire at the Acheulian site of Gesher Benot Yaʿaqov—Spatial and thermoluminescence analyses. In: PLoS ONE. 12(11): e0188091, doi:10.1371/journal.pone.0188091.
12. ↑  Irit Zohar et al.: Evidence for the cooking of fish 780,000 years ago at Gesher Benot Yaʿaqov, Israel. In: Nature Ecology & Evolution. Jahrgang 2022, doi:10.1038/s41559-022-01910-z.
Hominiden in der frühen Altsteinzeit haben bereits vor 780.000 Jahren Fisch gekocht. Auf:  idw-online.de vom 15. November 2022.